# In der Enz
In der Enz ist ein Weiler der Stadt Neuerburg im Eifelkreis Bitburg-Prüm in Rheinland-Pfalz.

## Geographische Lage
In der Enz liegt rund 2,5 km nördlich des Centrums von Neuerburg in einem Tal. Der Weiler ist hauptsächlich von Waldbestand umgeben sowie von landwirtschaftlichen Nutzflächen in nördlicher Richtung. Im Weiler münden der Laterschbach sowie der Weilerbach in die Enz, die in Richtung Neuerburg weiterfließt.

## Geschichte
Zur genauen Entstehungsgeschichte des Weilers liegen keine Angaben vor. Eine frühere Besiedelung ist jedoch aufgrund der strategisch günstigen Lage denkbar. Zudem existierte die Bahnstrecke 3102 von Gerolstein bis Neuerburg, die durch den Ort führte.

## Kultur und Sehenswürdigkeiten

### Wegekreuz
An der Kreuzung der Landesstraßen 4 und 10, in der Ortsmitte von In der Enz befindet sich ein undatiertes Wegekreuz.

### Naherholung
Der Weiler In der Enz ist vor allem durch den großen Campingplatz mit Schwimmbad und Restaurant bekannt.
Die Region um Neuerburg ist aus touristischer Sicht besonders durch die zahlreichen Wanderwege attraktiv. Durch den Weiler In der Enz verläuft der Rundwanderweg 30 des Naturpark Südeifel mit einer Länge von rund 14 km. Sehenswert sind vor allem die Täler der Enz und des Grimbachs sowie mehrere Aussichtspunkte entlang der Strecke. Die Route führt zudem durch die Ortsgemeinde Plascheid.
Die bereits genannte Bahnstrecke wurde zu einem rund 44 km langen Radweg umgewandelt. Entlang mehrerer Orte können diverse Kulturdenkmäler besichtigt werden.

## Wirtschaft und Infrastruktur

### Unternehmen
Im Weiler sind mehrere Unternehmen ansässig. Unter anderem ein Schwimmbad, ein Campingplatz, ein Seniorenhaus, ein Discounter, drei Autohäuser, eine Kfz-Werkstatt und ein Ferienhof.

### Verkehr
Es existiert eine regelmäßige Busverbindung.
Der Weiler ist durch die Kreisstraße 58 sowie durch die beiden Landesstraßen 4 und 10 erschlossen.